# Fritz Splitgerber
Fritz Splitgerber, né le 10 février 1876 à Munich et mort le 5 septembre 1914 dans la même ville, est un peintre paysagiste allemand.

## Biographie
Fritz Splitgerber est né le 10 février 1876 à Munich. Il est le fils du peintre paysager August Splitgerber (1844-1918).
Il fréquente l'École des Arts et Métiers de Munich. En tant que peintre paysagiste, il réalise principalement des aquarelles. Il souffre de graves engelures lors d'un accident de montagne.
Il meurt le 5 septembre 1914 dans sa ville natale.
Fritz Splitgerberes est inhumé dans le cimetière nord de Munich.